# Acanthopleura granulata
Espèce
Acanthopleura granulata est une espèce tropicale de chitons de la famille des Chitonidae et de taille moyenne. Son type d'activité ne dépend pas des oscillations printanières, ce qui l'a conduit à une perte de locomotion moindre. Sa morphologie est aussi différente de celle des chitons habituels, car sa cinquième plaque est divisée en deux.
Cette espèce est commune dans son aire de répartition dans l'Atlantique occidental tropical, mais elle passe souvent inaperçue, car sa couleur et sa texture la confondent avec les roches sur lesquelles elle vit. Connaissant peu de prédateurs, elle peut vivre jusqu'à 40 ans.
Dans les pays qui faisaient autrefois partie des Antilles britanniques, ces chitons et d'autres chitons intertidaux communs sont connus sous le nom de « curb » ; le pied de l'animal est consommé par les humains et sert aussi d'appât pour la pêche.

## Description
Cette espèce de chitons atteint environ 7 cm de long. Son manteau est densément hérissé et comporte généralement quelques bandes noires.
La surface des plaques de cette espèce est presque toujours fortement érodée chez les adultes, mais lorsqu'elle ne l'est pas, elle est granulée. Ces plaques sont épaisses et lourdes. La cinquième plaque est divisée en deux demi-plaques symétriques, indépendantes l'une de l'autre et des autres plaques. Un tissu semblable au manteau sépare les plaques.
Ce type particulier de chiton présente des centaines d'yeux (< 100 µm) incrustés dans sa coquille dorsale. Ces yeux permettent une vision spéciale ; ils comportent une rétine, une couche de pigment de protection et une lentille.

## Répartition
Ce chiton est présent du sud de la Floride et du Mexique jusqu'au Panama au sud, ainsi qu'aux Antilles,.
Ils s'orientent, en se maintenant à un niveau constant, en fonction de leur exposition à l'action des vagues le long du littoral. Ce comportement est en rapport avec leur recherche de nourriture, limitée aux marées basses nocturnes.

## Écologie
Cette espèce vit sur des rochers très hauts dans la zone intertidale. Elle peut tolérer beaucoup de soleil. Son alimentation est principalement nocturne, car les niveaux de Hsp70 (des protéines de choc thermique qui les protègent des facteurs de stress environnementaux, dont les températures élevées) s'accroissent dans le muscle de leur pied dans des conditions nocturnes naturelles. Pendant la journée, ces niveaux diminuent à mesure que la protéine de niveau de stress suit la courbe de température de l'air. Elle se nourrit de plusieurs espèces d'algues.

## Galerie

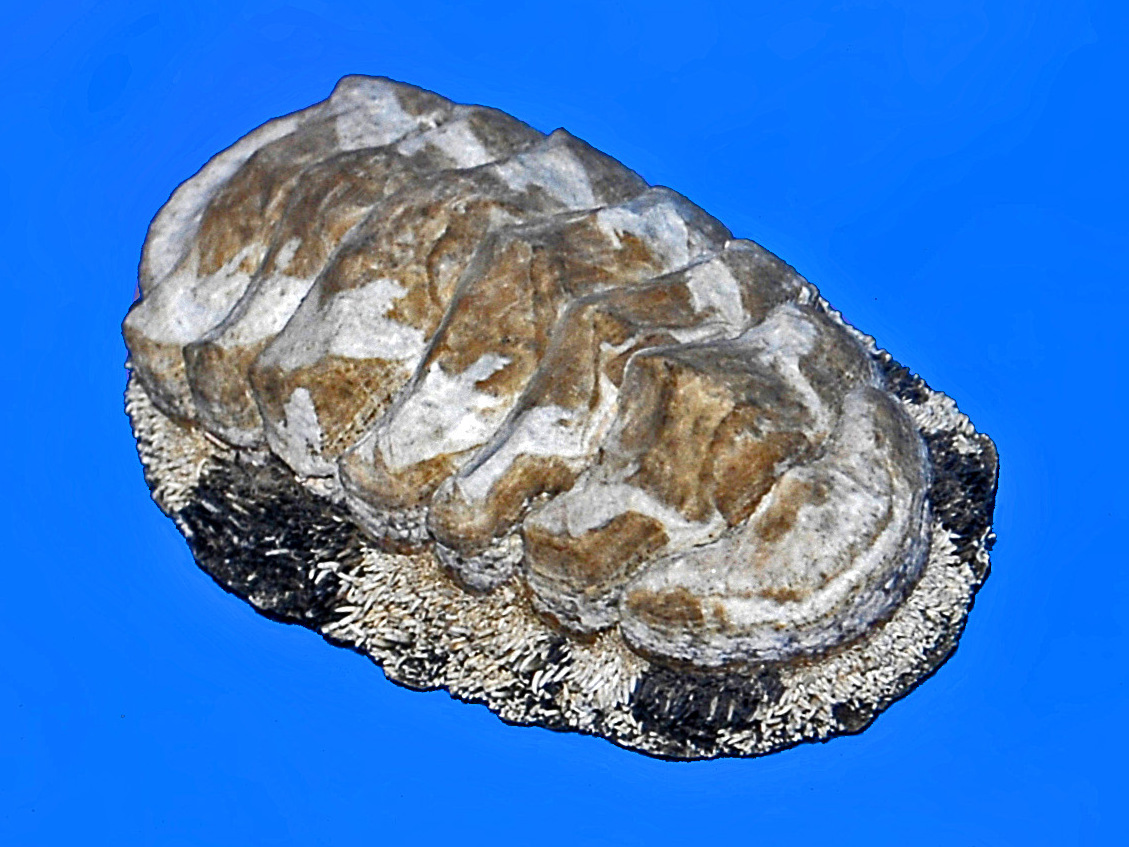
Exemplaire de musée d’A. granulata de la Barbade.
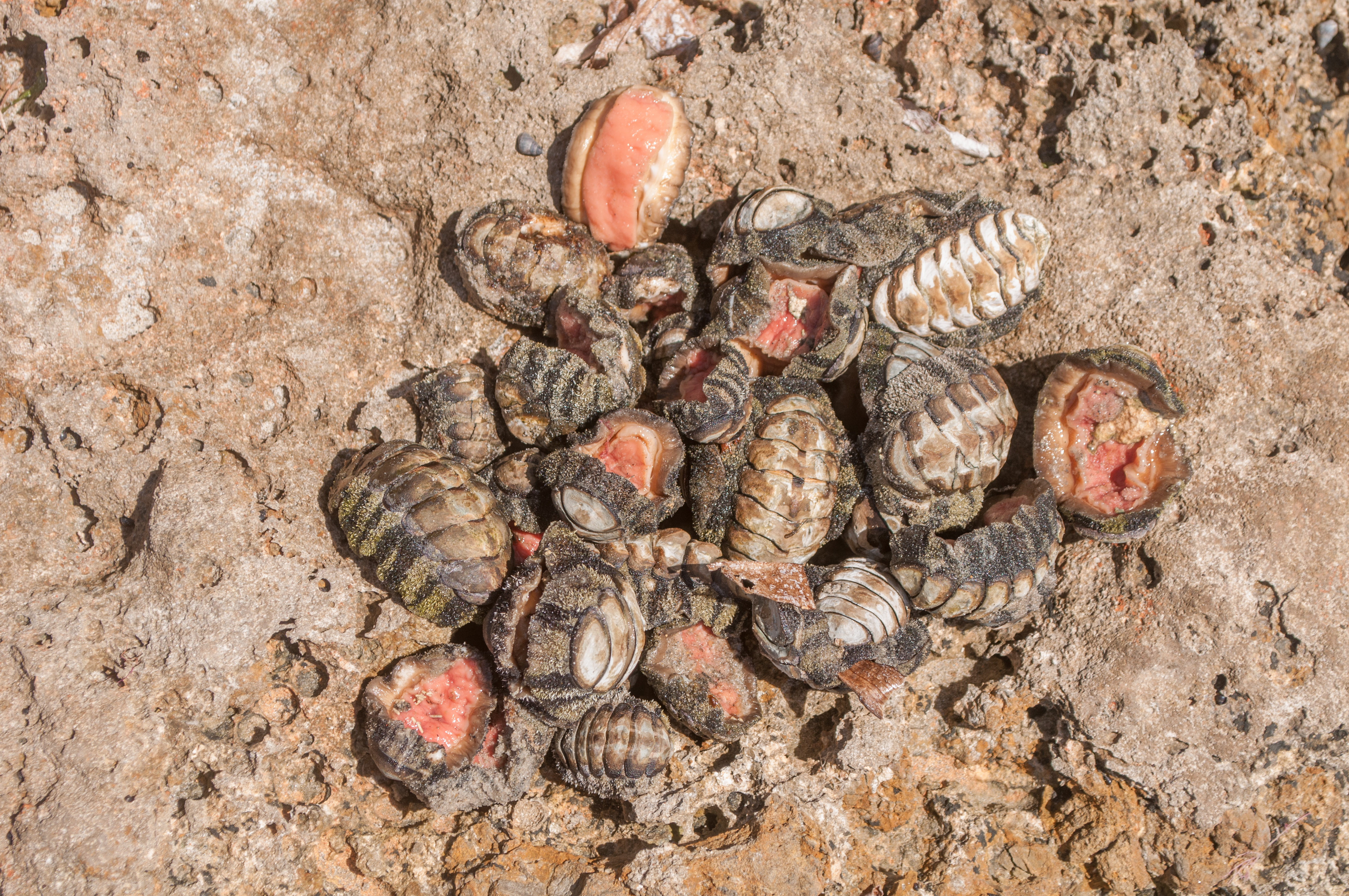
Récolte d’A. granulata sur l'île Margarita.
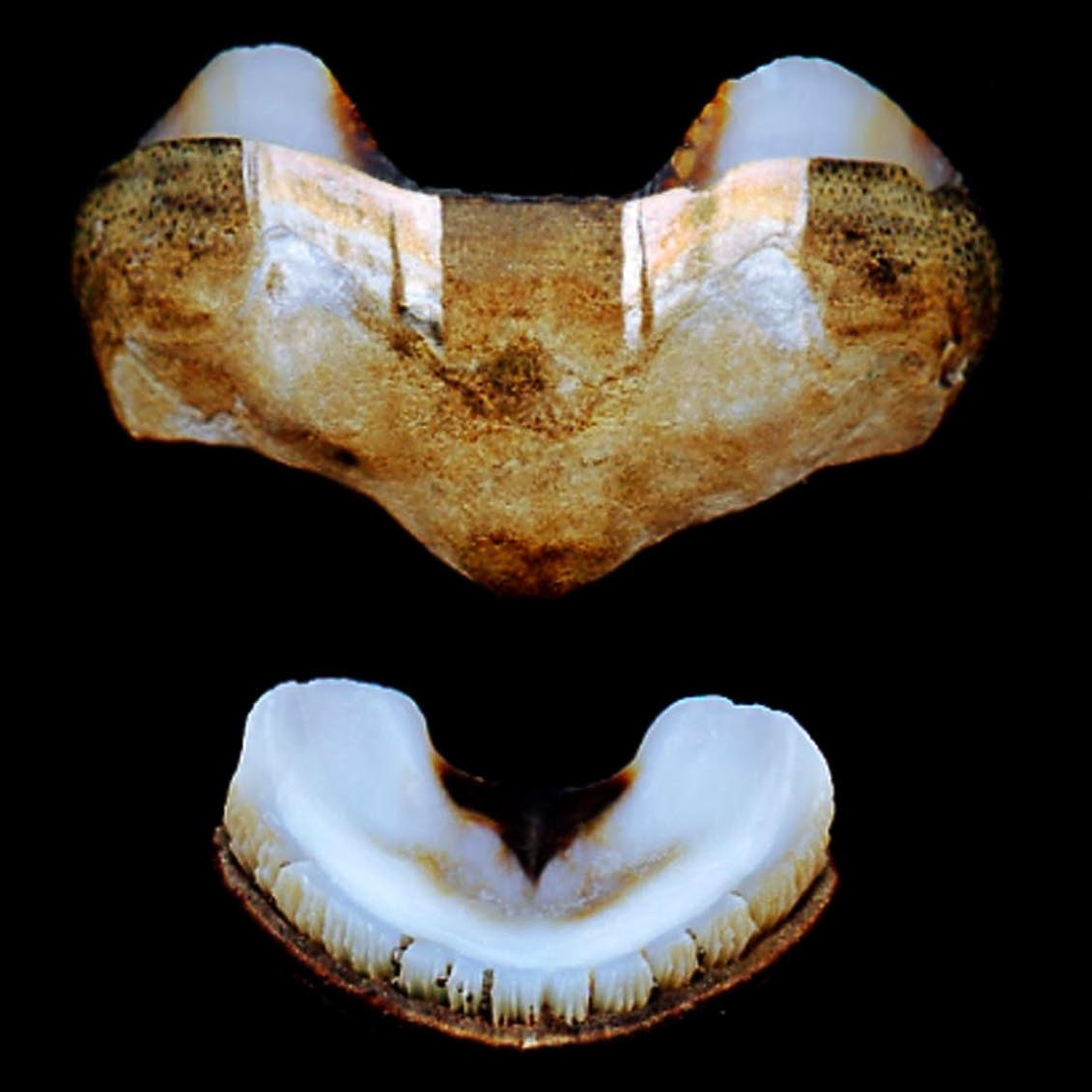
Deux plaques d’A. granulata : une plaque intermédiaire (32 mm) et la plaque de la queue (21 mm).
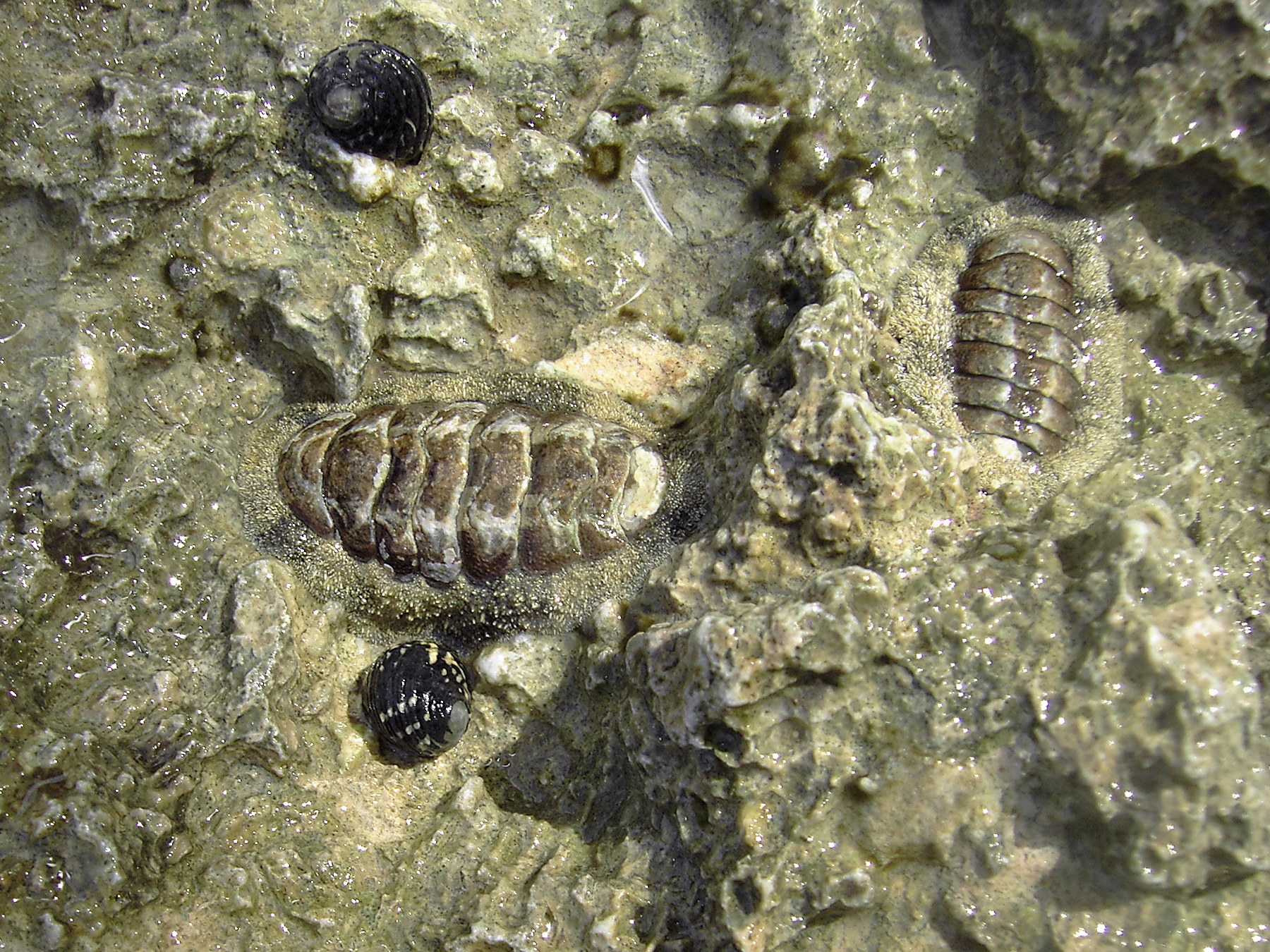
Deux individus dans leur habitat naturel sur un rocher à la Guadeloupe.
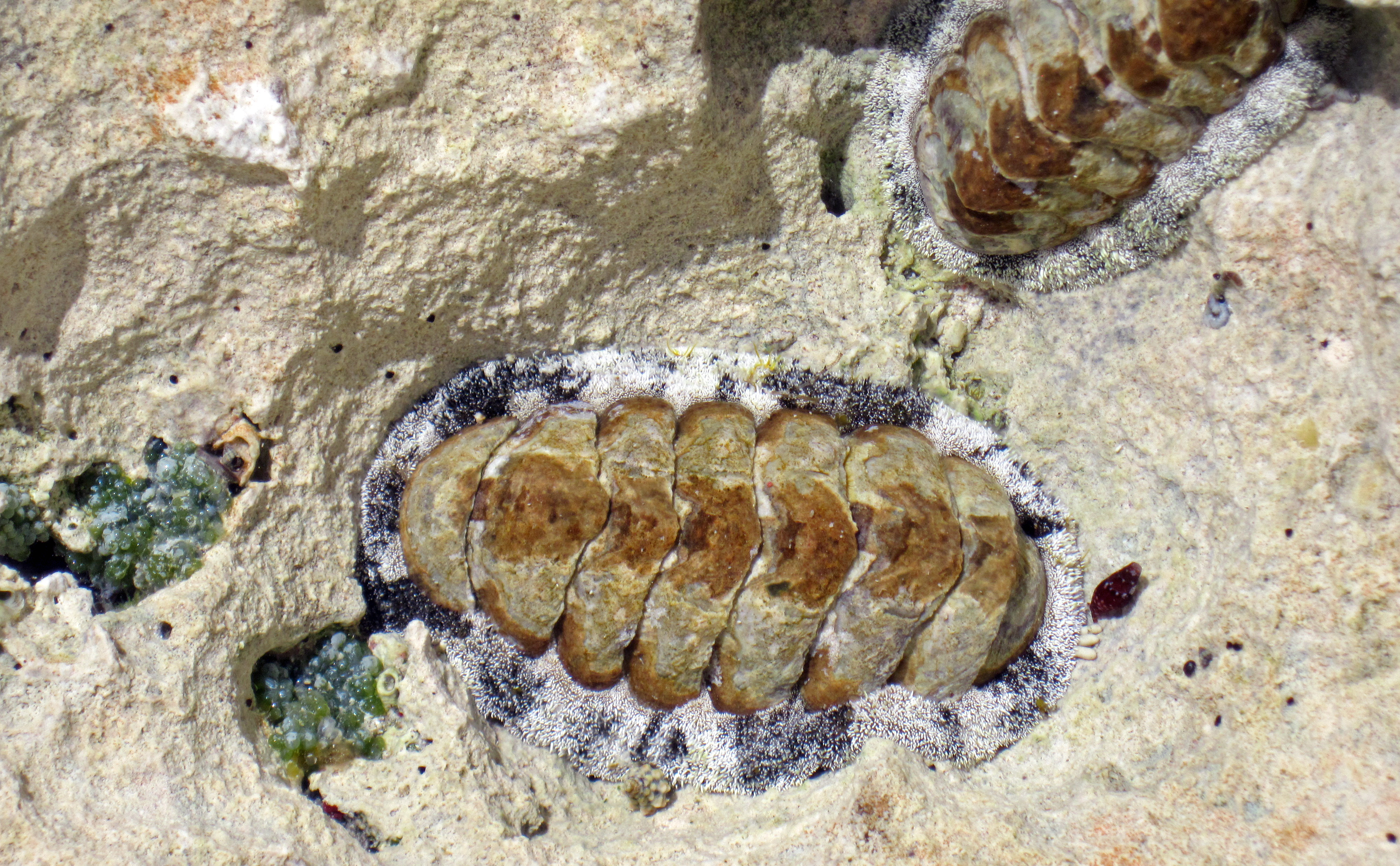
Deux individus à San Salvador (Bahamas).
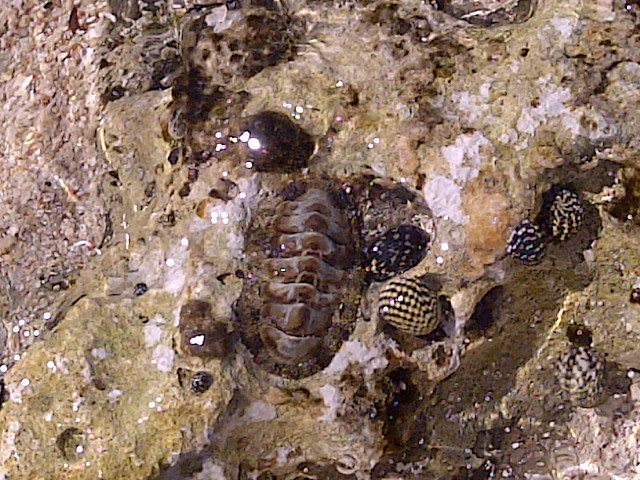
Un individu avec plusieurs nérites dans l'État d'Aragua au Venezuela.

## Systématique
Le nom valide complet (avec auteur) de ce taxon est Acanthopleura granulata (Gmelin, 1791).
L'espèce a été initialement classée dans le genre Chiton sous le protonyme Chiton granulatus Gmelin, 1791.
Acanthopleura granulata a pour synonymes :
- Chiton blauneri Shuttleworth, 1856
- Chiton convexus Blainville, 1825
- Chiton granulatus Gmelin, 1791
- Chiton mucronulatus Shuttleworth, 1853
- Chiton occidentalis Reeve, 1847
- Chiton piceus Gmelin, 1791
- Chiton salamander Spengler, 1797